# Carex albolutescens
Espèce
Classification phylogénétique
Carex albolutescens est une espèce de plantes du genre Carex et de la famille des Cyperaceae.